# Lieja-Bastogne-Lieja 2007
La Lieja-Bastogne-Lieja 2007 fou la 93a edició Lieja-Bastogne-Lieja i es va disputar el 29 d'abril de 2007 sobre 262 km. La cursa fou guanyada pel ciclista italià Danilo Di Luca (Liquigas), que s'imposà en solitari a l'espanyol Alejandro Valverde (Caisse d'Epargne) i el luxemburguès Fränk Schleck del CSC.

## Classificació final
|    | Ciclista           | Equip                       | Temps      | UCI ProTour Punts |
| -- | ------------------ | --------------------------- | ---------- | ----------------- |
| 1  | Danilo Di Luca     | Liquigas                    | 6h 37' 24" | 50                |
| 2  | Alejandro Valverde | Caisse d'Epargne            | + 3"       | 40                |
| 3  | Fränk Schleck      | Team CSC                    | + 3"       | 35                |
| 4  | Paolo Bettini      | Quick-Step Alpha Vinyl Team | + 6"       | 30                |
| 5  | Davide Rebellin    | Gerolsteiner                | + 6"       | 25                |
| 6  | Michael Boogerd    | Rabobank ProTeam            | + 7"       | 20                |
| 7  | Damiano Cunego     | Lampre-Fondital             | + 9"       | 15                |
| 8  | Matthias Kessler   | Astana Qazaqstan Team       | + 9"       | 10                |
| 9  | Juan José Cobo     | Saunier Duval-Prodir        | + 9"       | 5                 |
| 10 | Kim Kirchen        | T-Mobile Team               | + 9"       | 2                 |

### Classificació de la muntanya
En les 12 ascensions de la cursa s'entreguen 4, 2 i 1 punt pels tres primers que passin per cada una de les dificultats muntanyoses. El que més punts assoleixi és el que guanyi i en cas d'empat guanya el millor classificat.
|   | Ciclista         | Equip                  | Punts  |
| - | ---------------- | ---------------------- | ------ |
| 1 | Rémy di Gregorio | FDJ                    | 24 pts |
| 2 | Vassil Kirienka  | Tinkoff Credit Systems | 20 pts |
| 3 | Unai Etxebarria  | Euskaltel–Euskadi      | 14 pts |